# The Pied Piper
The Pied Piper (Brasil: Os Abandonados / Portugal: Bola de Neve) é um filme norte-americano de 1942, do gênero drama, dirigido por Irving Pichel  e estrelado por Monty Woolley e Roddy McDowall.

## Produção

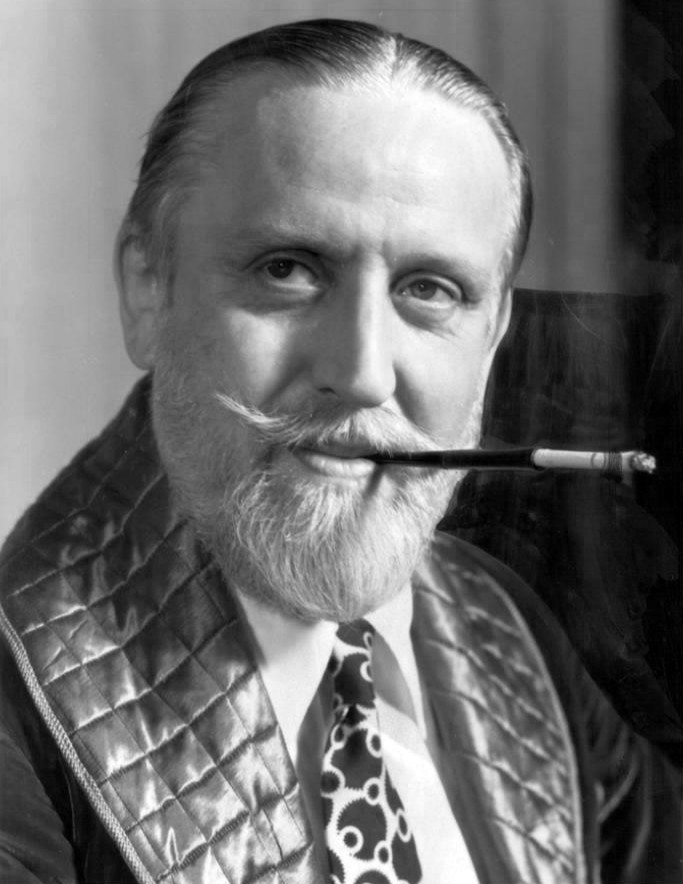
Monty Woolley, carinhosamente conhecido pelo amigo Cole Porter como The Beard (por causa de seu impecável bigode), foi indicado duas vezes ao Oscar. A primeira por The Pied Piper e a outra por Since You Went Away (1944). A fotografia é de 1949.

Charmoso filme dominado por um irascível Monty Wooley, The Pied Piper traz no elenco Otto Preminger no primeiro de seus doze trabalhos como ator, ele que faria uma respeitada carreira em Hollywood como cineasta.
O roteiro é baseado em romance homônimo do escritor inglês Nevil Shute, publicado no mesmo ano. O título original, The Pied Piper, é uma referência à popular história infantil alemã O Flautista de Hamelin.
A Academia de Artes e Ciências Cinematográficas distinguiu a produção com trêsndicações ao Oscar, inclusive a de Melhor Filme.
Em 1990, a história foi adaptada para a televisão, sob o título de Crossing to Freedom, com Peter O'Toole no papel principal.

## Sinopse
Segunda Guerra Mundial. Um velho inglês, John Howard, passa férias na França, quando os alemães invadem o país. Ele não gosta de crianças, mas concorda em levar algumas para a Inglaterra e acaba pegando várias outras pelo caminho. Ao mesmo tempo em que recebe ajuda da jovem Nicole, John é perseguido pelo oficial alemão Major Diessen. Porém -- surpresa! --, o major concorda em deixá-lo seguir, desde que leve junto sua própria sobrinha.

## Premiações
| Patrocinador                                  | Prêmio | Categoria                                                                   | Situação |
| --------------------------------------------- | ------ | --------------------------------------------------------------------------- | -------- |
| Academia de Artes e Ciências Cinematográficas | Oscar  | Melhor Filme Melhor Ator (Monty Woolley) Melhor Fotografia (preto e branco) | Indicado |

- Film Daily: Dez Melhores Filmes de 1942
- National Board of Review: Dez Melhores Filmes de 1942

## Elenco
| Ator/Atriz       | Personagem        |
| ---------------- | ----------------- |
| Monty Woolley    | John Howard       |
| Roddy McDowall   | Ronnie Cavanaugh  |
| Anne Baxter      | Nicole Rougeron   |
| Otto Preminger   | Major Diessen     |
| J. Carrol Naish  | Aristide Rougeron |
| Lester Matthews  | Senhor Cavanaugh  |
| Jill Esmond      | Senhora Cavanaugh |
| Ferike Boros     | Madame            |
| Peggy Ann Garner | Sheila Cavanaugh  |
| Merrill Rodin    | Willem            |
| Maurice Tauzin   | Pierre            |
| Fleurette Zama   | Rose              |
| William Edmunds  | Um francês        |
| Marcel Dalio     | Focquet           |
| Marcelle Corday  | Madame Bonne      |